# Pseudothalestris monensis
Pseudothalestris monensis är en kräftdjursart som beskrevs av Brady 1901. Pseudothalestris monensis ingår i släktet Pseudothalestris och familjen Thalestridae. Inga underarter finns listade i Catalogue of Life.